# Listă de stareți ai Mănăstirii Govora
Aceasta este o listă de stareți ai Mănăstirii Govora:
| Prima perioadă: Mănăstire de călugări (Secolul al XIV-lea - 1959) |                                              |                    |
|                                                                   | ...                                          |                    |
| 1485 - 1488                                                       | Iosif I Govoreanul                           |                    |
| 1488 - 1490                                                       | Dorotei I                                    | prima oară         |
| atestat 1492                                                      | Macarie I                                    |                    |
| atestat 1494                                                      | Ioil                                         |                    |
| 1494 - 1530                                                       | Dorotei I                                    | a doua oară        |
| 1528 - 1551                                                       | Teodor                                       |                    |
| 1551 - ?                                                          | Maxim                                        |                    |
| atestat 1556                                                      | Zaharia                                      |                    |
| atestat 1563                                                      | Atanasie                                     |                    |
| atestat 1572                                                      | Dorotei al II-lea                            |                    |
| atestat 1579                                                      | Daniel                                       |                    |
| atestat 1583                                                      | Mitrofan                                     |                    |
| atestat 1611                                                      | Eftimie                                      |                    |
| 1634 - 1640                                                       | Melentie Macedoneanul                        |                    |
| atestat 1641                                                      | Silvestru                                    |                    |
| 1644 - 1653                                                       | Vasile                                       | prima oară         |
| 1653 - 1654                                                       | Mihail                                       |                    |
| 1654 - 1658                                                       | Vasile                                       | a doua oară        |
| atestat 1665, 1667                                                | Lavrentie                                    |                    |
| atestat 1669                                                      | Iosif al II-lea                              |                    |
| atestat 1674                                                      | Dionisie                                     |                    |
| atestat 1675                                                      | Hristofor                                    |                    |
| atestat 1676                                                      | Gavril                                       |                    |
| atestat 1680, 1681                                                | Gherasim                                     |                    |
| 1685 - 1715                                                       | Paisie I                                     |                    |
| 1715 - ?                                                          | Partenie                                     |                    |
| atestat 1719                                                      | Silvestru                                    |                    |
| atestat 1720                                                      | Grigore                                      |                    |
| 1721 - 1725                                                       | Ștefan I                                     |                    |
| 1725 - 1726                                                       | Iosif                                        | prima oară         |
| 1728 - 1732                                                       | Ilarion                                      |                    |
| ? - 1735                                                          | Iosif                                        | a doua oară        |
| 1735 - c1736                                                      | Efrem                                        |                    |
| atestat 1736                                                      | Ștefan al II-lea                             |                    |
| c1740 - 1750                                                      | Iosif al II-lea                              |                    |
| c1751 - 1752                                                      | Ștefan al III-lea                            |                    |
| 1752 - 1753                                                       | Ghenadie                                     |                    |
| 1754 - 1755                                                       | Varlaam                                      |                    |
| atestat 1758                                                      | Iosif al III-lea                             |                    |
| atestat 1762                                                      | Sofronie                                     |                    |
| 1762 - 1774                                                       | Ștefan Mănăstireanul                         | prima oară         |
| 1775 - 1778                                                       | Mihail Tetoianul                             |                    |
| 1778 - 1782                                                       | Ștefan Mănăstireanul                         | a doua oară        |
| 1782 - 1787                                                       | Anatolie                                     |                    |
| 1793 - 1795                                                       | Macarie al II-lea                            |                    |
| 1796 - 1805                                                       | Paisie al II-lea                             |                    |
| 1805                                                              | Constandie                                   |                    |
| 1806 - 1813                                                       | Galaction                                    |                    |
| 1813 - 1814                                                       | Ioanichie Stratonichias                      |                    |
| 1814 - 1842                                                       | Mănăstirea este condusă de Eforia Spitalelor |                    |
| 1862 - 1882                                                       | Nicandru Vasilescu                           |                    |
| 1882 - 1884                                                       | Dionisie Nicolaevici                         |                    |
| 1884 - 1900                                                       | Ghimnazie Mironescu                          |                    |
| 1901                                                              | Profirie Anghelescu                          |                    |
| 1901 - 1904                                                       | Ioachim Popovici                             |                    |
| 1904 - ?                                                          | C. Vasilescu                                 |                    |
| atestat 1907                                                      | Nifon Obreja                                 |                    |
| atestat 1912                                                      | Neofit Ionescu                               |                    |
| ? - 1921                                                          | Emilian Popescu                              |                    |
| 1921 - 1922                                                       | Atanasie Popescu                             |                    |
| 1922 - 1932                                                       | Rafail Diaconescu                            |                    |
| 1932 - 1934                                                       | Calinic Dineață                              | prima oară         |
| 1934 - 1940                                                       | Vitalie Florescu                             | prima oară         |
| 1940 - 1941                                                       | Varahil Jitaru                               | prima oară         |
| 1941                                                              | Calinic Dineață                              | a doua oară        |
| 1941 - 1945                                                       | Varahil Jitaru                               | a doua oară        |
| 1945                                                              | Caliopi Popescu                              | prima oară         |
| 1945 - 1946                                                       | Vitalie Florescu                             | a doua oară        |
| 1946 - 1947                                                       | Urpasian Popa                                |                    |
| 1948 - 1949                                                       | Gherasim Bica                                |                    |
| 1949 - 1952                                                       | Caliopi Popescu                              | a doua oară        |
| 1953 - 1955                                                       | Vitalie Florescu                             | a treia oară       |
| 1955 - 1959                                                       | Emilian Scânteie                             |                    |
| A doua perioadă: Mănăstire de maici (1959 - prezent)              |                                              |                    |
| 1959 - 1964                                                       | Evghenia Racoviță                            |                    |
| 1964 - 1965                                                       | Serafina Popescu                             |                    |
| 1966 - 1970                                                       | Pelagria Prică                               |                    |
| 1970 - 1973                                                       | Evlampia Dumitrescu                          |                    |
| 1973 - 1977                                                       | Manuela Călin                                |                    |
| 1977 - 1983                                                       | Melania Grigore                              |                    |
| 1982 - 1993                                                       | Justiniana Văleanu                           | Monahie Stavroforă |
| 1993 - prezent                                                    | Heruvima Covaci                              |                    |